# Эслинген (Швейцария)
Эслинген (нем. Esslingen) — посёлок в Швейцарии, в кантоне Цюрих.
Входит в состав округа Устер. Находится в составе коммуны Эгг. Население составляет 1565 человек (на 2006 год).